# 安徽警官职业学院
安徽警官职业学院（英語：Anhui Vocational College of Police Officers），是一所位于中华人民共和国安徽省合肥市的公办全日制高等专科院校。成立于2000年6月，在原安徽省司法学校、安徽省警官学校和安徽省政法干部学校的基础上建立，隶属于安徽省司法厅。

## 概况
学院占地面积309.07亩，建筑面积201940平方米。现有教职工365人，其中专兼任教师277人，教授、副教授74人，省级专业带头人、教学名师、教坛新秀11人，省级教学团队4个。全日制高职在校生7500余人。

## 院系专业
学校设五系三部，招生专业22个，其中省级教改示范专业、省级特色专业、省级重点支持建设专业14个。
- 法律一系
- 法律二系
- 警察系
- 公共管理系
- 信息管理系
- 政治理论部
- 警体技能训练部
- 基础部